# Charles Schlatter

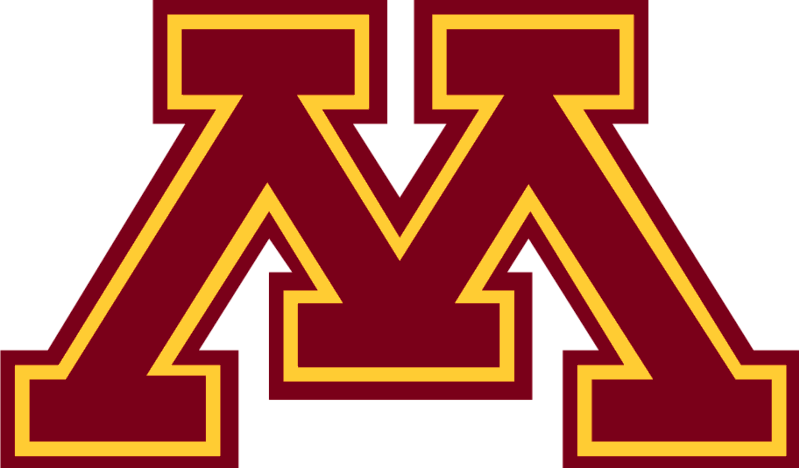
Zawodnik Minnesota Golden Gophers

Charles P. Schlatter (ur. 27 września 1984) – amerykański zapaśnik walczący w stylu klasycznym. Srebrny medal na mistrzostwach panamerykańskich w 2011 roku.
Zawodnik Graham High School z St. Paris i University of Minnesota. All-American w NCAA Division I w 2007, gdzie zajął szóste miejsce.